# Montfort-sur-Meu
Montfort-sur-Meu é uma comuna francesa na região administrativa da Bretanha, no departamento de Ille-et-Vilaine. É a cidade de nascimento de São Luís Maria Grignion de Montfort. Estende-se por uma área de 14,04 km². Em 2010 a comuna tinha 6 863 habitantes (densidade: 488,8 hab./km²).